# 阿尔卜
阿尔卜，是马耳他的市镇，位于戈佐岛的最西端。市镇面积为4.6平方公里，2019年人口数量为1,298人。